# Russell Maryland
Russell James Maryland (Chicago, 22 marzo 1969) è un ex giocatore di football americano statunitense che ha militato nel ruolo di defensive tackle per dieci stagioni nella National Football League (NFL). Fu scelto come primo assoluto nel Draft NFL 1991 dai Dallas Cowboys. Al college ha giocato a football coi Miami Hurricanes.

## Carriera universitaria
Maryland al college giocò con gli Hurricanes dell'Università di Miami, con cui riuscì a conquistare due titoli nazionali, nel 1987 e nel 1989. Nel 1990, dopo aver fatto registrare 96 tackle e 10,5 sack vinse l'Outland Trophy, il premio per il miglior giocatore della linea difensiva dei college.

## Carriera professionistica
Maryland fu la prima scelta assoluta dei Dallas Cowboys nel Draft NFL 1991, dopo che la prevista prima scelta Raghib Ismail decise di firmare con i Toronto Argonauts della Canadian Football League. Anche se i Cowboys non avevano avuto il peggior record della lega quell'anno, essi scambiarono le proprie scelte del draft coi New England Patriots per giungere al primo posto.
Maryland partì come defensive tackle titolare già nella sua stagione da rookie e sin dalle prime partite mise in mostra un motore infaticabile e un impegno senza pari. Si faceva valere principalmente nella difesa sulle corse, contribuendo alla vittoria di tre Super Bowl. Nel 1993 fu convocato per il suo unico Pro Bowl.
Nel 1996 Maryland passò agli Oakland Raiders, con cui rimase fino al 1999. Con essi disputò come titolare 63 gare su 64. Il suo decimo e ultimo anno di carriera lo trascorse con i Green Bay Packers per sostituire Gilbert Brown come nose tackle titolare. Il 2 settembre 2001 fu svincolato dopo avere rifiutato una riduzione salariale.

## Palmarès

### Franchigia
- Super Bowl : 3

Dallas Cowboys: XXVII, XXVIII, XXX
- National Football Conference Championship: 3

Dallas Cowboys: 1992, 1993, 1995

### Individuale
- Convocazioni al Pro Bowl: 1

1993
- PFWA All-Rookie Team - 1991
- College Football Hall of Fame